# Warren Peak
Warren Peak är en bergstopp i Antarktis. Den ligger i Östantarktis. Australien gör anspråk på området. Toppen på Warren Peak är 1 793 meter över havet.
Terrängen runt Warren Peak är kuperad söderut, men norrut är den platt. Trakten är glest befolkad. Närmaste befolkade plats är Odell Glacier Station, 4,5 kilometer nordost om Warren Peak. 